# Louis Charles Antoine de Beaufranchet
Louis Charles Antoine Pelet de Beaufranchet, comte de Beaufranchet d'Ayat, senyor d'Ayat, Beaumont, Saint-Hilaire etc., (nascut al castell d'Ayat a Sant Ilari d'Aiac el 22 de novembre de 1757 - idem, 2 de juliol de 1812, fou un general i polític francès de la Revolució i l'Imperi.
Era fill de Marie Louise Morfy de Boisfailly (una de les amants de Lluís XV) i Jacques de Beaufranchet.

## Biografia
Va servir primer com a candidat al Cos Reial d'Enginyers, després va ser patge del rei i, successivament, segon tinent i capità del regiment de cavalleria Berry. Coronel del 2n Regiment de Carabiners, va ser ferit el 1792, al camp de Famars, i va assistir a la batalla de Valmy sota les ordres del general Kellermann. Ascendit al grau de mariscal de camp l'1 de setembre de 1792, fou cap de l'estat major del camp atrinxerat, sota les muralles de París, comandat pel general Berruyer. El 1793 va assistir a l'execució de Lluís XVI.
Està a la revolta de La Vendée. Les tropes republicanes li deuen la salvació a la primera batalla de Fontenay-le-Comte. En el segon, per contra, són derrotats, malgrat la resistència dels caçadors de la Gironda, els voluntaris d'Hérault i Tolosa, i els esforços de set representants del poble que exciten el coratge dels soldats. Beaufranchet contribueix, amb el general Nouvion i alguns gendarmes, a aturar la persecució de l'enemic durant aquesta jornada.
El 18 de Brumari any VII (8 de novembre de 1798), va ser nomenat membre de la junta directiva dels hospitals militars i després va esdevenir inspector general de Haras el 1806. Mentrestant, el 9 de Termidor, any XI (27 de juliol de 1803), va ser nomenat per diputat conservador del Senat de Puy-de-Dôme al cos legislatiu del 27 de juliol de 1803 al 2 de juliol de 1812.
És cosí i padrí de l'il·lustre general Desaix, nascut a Sant Ilari d'Aiac.

## Naixement i descendència
Diversos autors l'han convertit en fill il·legítim de Lluís XV, una afirmació improbable perquè la seva mare i el rei estaven separats durant dos anys en el moment del seu naixement. En efecte, va néixer un nen dels amors de Lluís XV i la seva amant Marie-Louise O'Murphy, una filla, nascuda el 20 de juny de 1754 a París, anomenada Agathe Louise de Saint André (morta als 20 anys).
Des del 27 de novembre de 1755, la bella Morphyse esta casada amb Jacques de Beaufranchet i viu a Ayat-sur-Sioule, a Alvèrnia, on neixen dos fills:
- Louise Charlotte de Beaufranchet d'Ayat, nascuda onze mesos després el 30 d'octubre de 1756,
- Louis Charles Antoine de Beaufranchet d'Ayat que va néixer dos anys més tard el 22 de novembre de 1757. Es va casar primer amb Anne Marie Elisabeth Guyot de Montgrand, de qui es va divorciar durant la Revolució.
- El 5 Frimaire Any IV, Louis Charles Antoine de Beaufranchet es va tornar a casar a Soisy sous Etiolles amb Charlotte Joséphine Kempfen, vídua de Georges Ernest de Sayn-Wittgenstein, que va morir el setembre de 1792. Charlotte havia nascut a Estrasburg el 15 de juliol de 1755 de Jean- Baptiste Kempfen i Anne Marie Françoise Bruno.
- Del seu primer matrimoni va sorgir una filla: Anne Pauline Victoire Laure de Beaufranchet d'Ayat, morta a Clermont-Ferrand el 13 de desembre de 1860, casada amb el baró Denis Terreyre, mariscal de camp, comandant de la Legió d'Honor, nascut a Clermont el 4 d'octubre de 1756, i mort a la mateixa vila el 14 de febrer de 1823.[1]